# 汤申—东海岸线

汤东地铁线路线图（英文）

汤申－东海岸线（简称汤东线，缩写：TEL）是新加坡地鐵一條中型铁路線，在路線圖上以棕色顯示，全线位于地下，完工後全长43公里，设有32座车站，並將成為世界上最長的無人駕駛地鐵線之一。第一至第三阶段呈南北向，北端为兀蘭共和理工学院附近的兀兰北站，途经湯申路上段和宏茂橋、碧山市镇，再转向南部的乌节路和滨海湾。第四至第五阶段呈东西向，从滨海湾沿東海岸穿過加冷、马林百列和勿洛南，並以东海岸上段為終點。
本线的前身是原計劃的湯申線和東區線，其中湯申線工程已於2014年1月展開；同年8月15日，新加坡交通部长吕德耀宣布將两条路线合併。汤东线工程分為5个阶段，首阶段（兀蘭北站－兀蘭南站）于2020年1月31日通车，次阶段、第三阶段和第四階段亦先后于2021年8月28日、2022年11月13日和2024年6月23日通车。第五阶段则预计于2026年通车。2019年1月公佈了增設建國先賢紀念園站的计划，同時陸路交通管理局也計劃將東西線樟宜機場支線併入湯東線。全線通車後預計每日將有50萬名乘客，長遠將增至每日100萬人次。湯東線是第四條由SMRT地鐵營運的路線，也是第四條全自動無人駕駛地鐵路線。本线的萬禮車廠已投入运作，东海岸综合车厂则預計于2026年啟用；使用列車為CT251型。

## 历史

### 汤申线

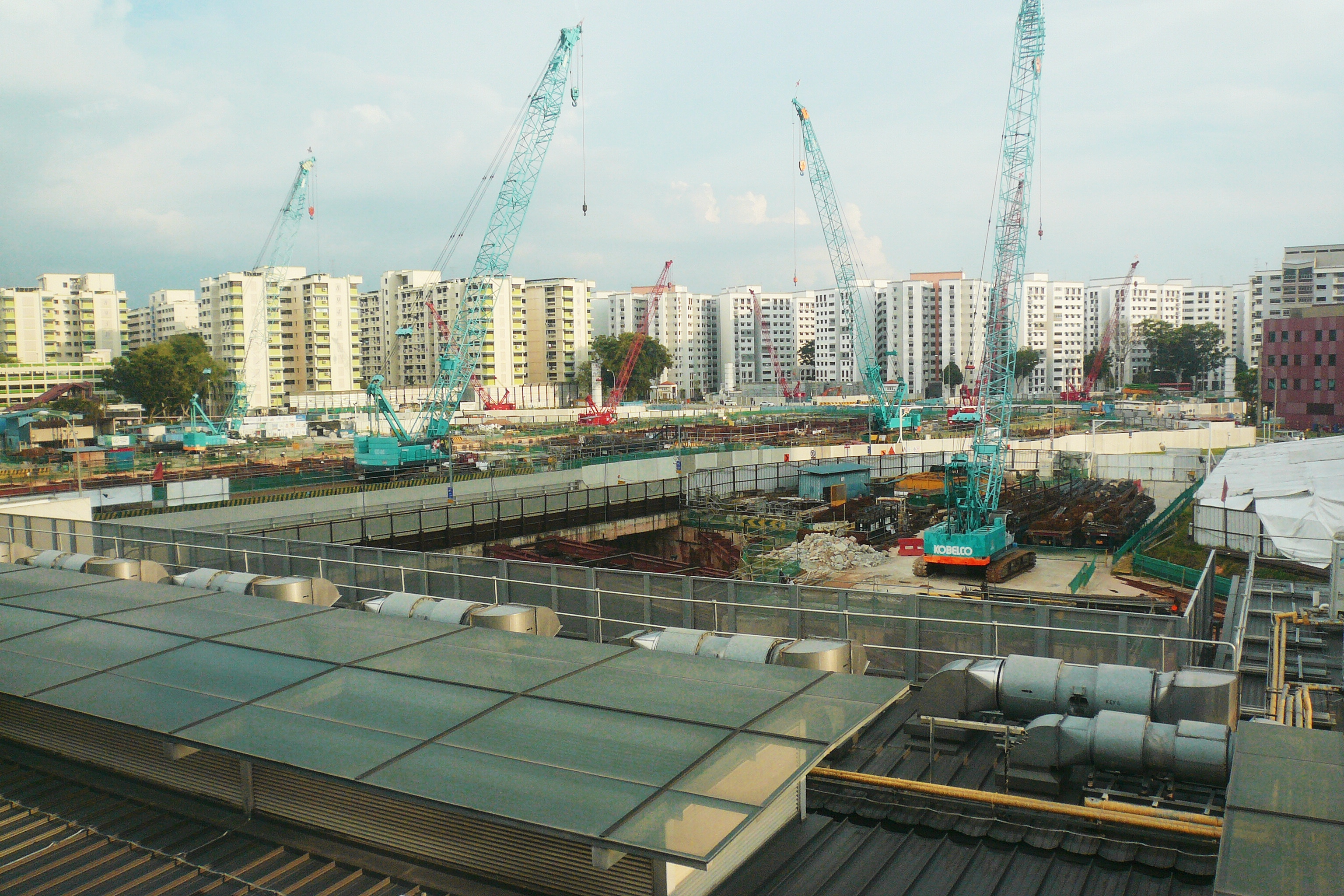
湯申－東海岸線兀蘭站工地

汤申线於2008年1月25日由时任新加坡交通部长林双吉宣布修建。根据原规划，汤申线位于现时东北线的西边，与东北线大致平行，全长27公里，共设18座车站。2010年部分建築工程設計顧問合約的招標文件公開後，車站數量由原來的18座增至22座，路線長度也由27公里增至30公里。
2011年6月16日，陆路交通管理局（陆交局）宣布汤申线将在万礼设立车厂，预计可在2012年底动工，同時宣布汤申线将在共和理工学院附近增設兀兰北站，衔接新柔捷运系统，並在兀兰站和南北线交汇。
2012年8月29日，新加坡交通部长吕德耀在巡视滨海市区线直落亚逸站施工情况后，宣布汤申地铁线的走线和车站资料。他表示湯申線的完工日期將推遲至2019年，而非《陆路交通发展总蓝图》提到的2018年，又说汤申线后启用后将服务当地160,000戶家庭。
汤申线（第一至第三阶段）在2014年6月27日举行动工仪式。除了新民站改名為光明山站，汤申线各站均沿用施工期名称为正式站名。

### 东区线

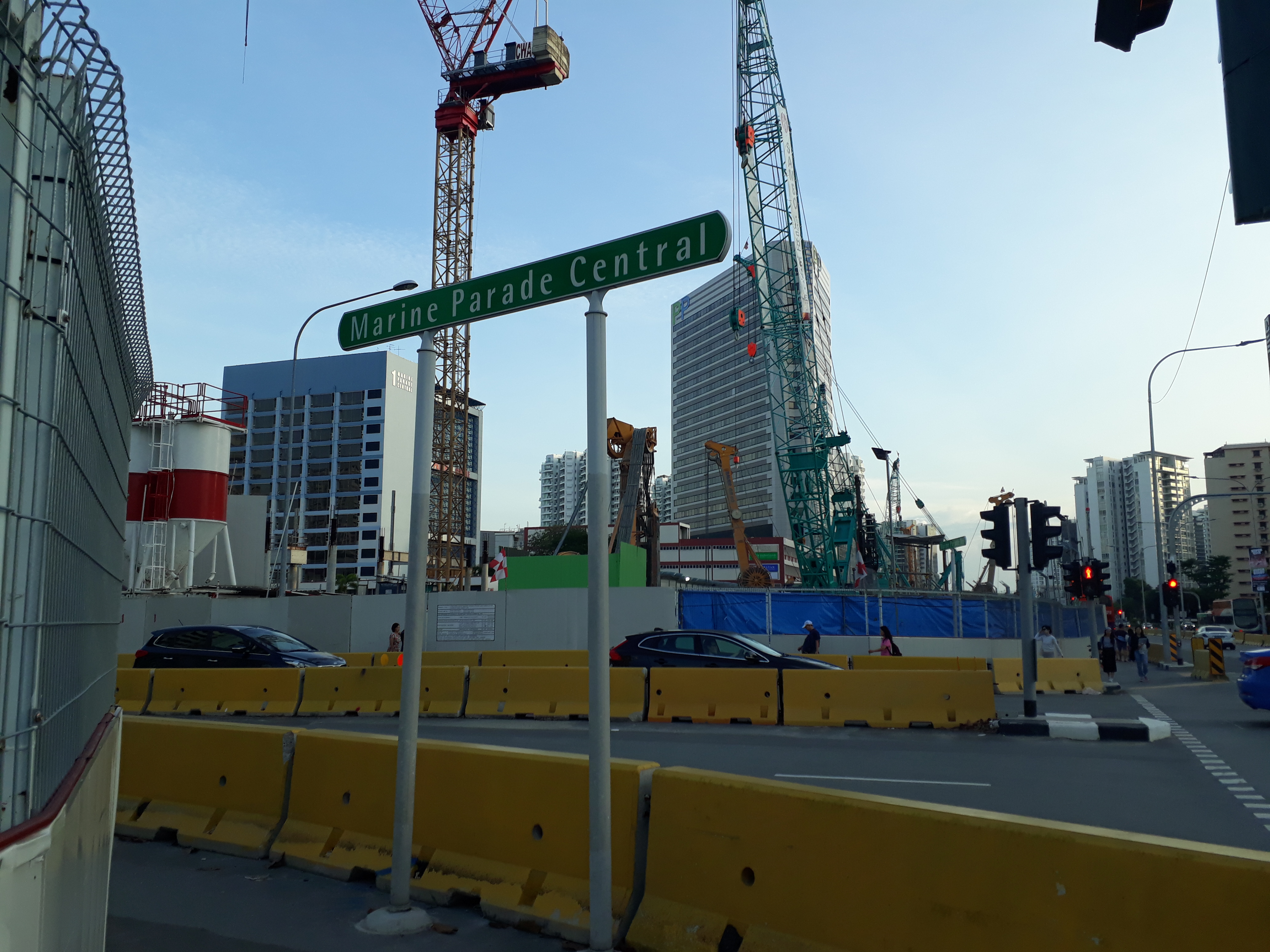
馬林百列站工地

2001年10月23日，新加坡交通部长姚照东宣布当局将兴建东区线。按照原计划，东区线全长40公里，是一条長方形环线，围绕惹兰勿刹和东海岸地区，通车后将与环线等地铁线交汇，同时辅助现有的东西地铁线，方便东区居民前往区内的市镇和其他地区，使淡滨尼、勿洛、马林百列、麦波申和加基武吉的居民受惠。然而，连接惹兰勿刹、淡滨尼、麦波申和加基武吉的北段后来改为滨海市区线第三阶段，连接丹戎禺、马林百列、实乞纳、勿洛南和东海岸上段组屋区的南段仍称为东区线，由林双吉在2008年宣布修建。
2012年7月11日，新加坡财政部兼交通部高级政务部长杨莉明在滨海市区线挖掘工程启动典礼中致辞，宣布陆交局已聘请顾问公司，为东区线进行建筑工程研究，并表示东区线将连接汤申线。
2013年5月29日，陆交局铁路服务署长湯德隆（Melvyn Thong）在「现代铁路会议」中表示，当局计划把东区线延伸到预计在2017年启用的新加坡樟宜机场第四搭客大楼，但在同年6月被陆交局否认。不过，杨莉明在当年8月30日宣布樟宜机场第五搭客大厦预计在2020年代中落成的同时，公布把东区线延伸到第五搭客大厦的计划。

### 两线合并
2014年8月15日，新加坡交通部长吕德耀在巡视南北线滨海南码头站时宣布，东区线与汤申线合併為汤申－东海岸线，令施工阶段从三个增加到五个，其中汤东线东海岸路段与原有的东西线几乎平行。汤东线东海岸段的动土仪式于2016年7月21日在马林百列站举行，在仪式上当局公布了沿线各站的站名，其中除了原名安珀站的丹戎加东站，以及原名加东园站的加东公园站，其余车站均沿用施工期名称为正式站名。交通部长许文远亦宣佈当局計劃连接汤东线和樟宜机场所有搭客大厦（包括拟建的第五搭客大厦）。

### 營運
SMRT地鐵於2017年9月15日獲得湯申－東海岸線的營運權。
汤东线第一阶段位于兀兰地区，设有3座车站，原定于2019年通车，不过許文遠在同年9月19日宣布通车日期需要延遲至2020年1月。第一阶段后于2020年1月11日舉行開放日，並于2020年1月31日启用。
2020年，新加坡爆发2019冠狀病毒病疫情后，政府推行阻断措施，要求所有住在宿舍的客工進行隔離和測試，引致工程延误，因此连接兀兰南站和加利谷站，原定在2020年底通車的第二阶段需把通車目标展延至2021年首季，再延迟至2021年第三季。本阶段最终于8月28日通车；由於新冠疫情尚未結束，故此2021年8月23日至27日的開放日活动只能以線上形式举行。连接加利谷和滨海湾花园的第三阶段于2022年11月13日通车。
（代）交通部长徐芳达在2024年1月接受《联合早报》专访时表明，连接马林百列和东海岸等东部地区，设有7座车站的汤东线第四阶段以当年上半年为通车目标，之后他又于2024年3月在国会上宣布该阶段将于2024年6月23日通车。连接碧湾站和双溪勿洛站的第五阶段和东海岸综合车厂原定于2024年启用，但启用日期因为疫情的关系而延迟到2025年，又因为施工困难再展延至2026年。

### 预留车站
陆交局在2019年1月宣布，把此前委托中国中铁一局在滨海东花园兴建的建筑改建为建国先贤纪念园站，以改善当地交通、方便游人造访位于滨海东花园的建国先贤纪念园，并满足附近的发展项目带来的交通需求；新车站预计将在2028年建国先贤纪念园开幕时通车。
2021年11月23日，陸交局宣布原属第三阶段的快乐山站和滨海南站将延迟启用，直至附近的发展计划完成为止。此外，春葉站和倫多站之間尚有一个称为“泰戈尔”的车站围箱，预计将在附近完成开发后改建为正式车站，与环线的武吉布朗站和滨海市区线的謙道站相似。

### 機場延長線

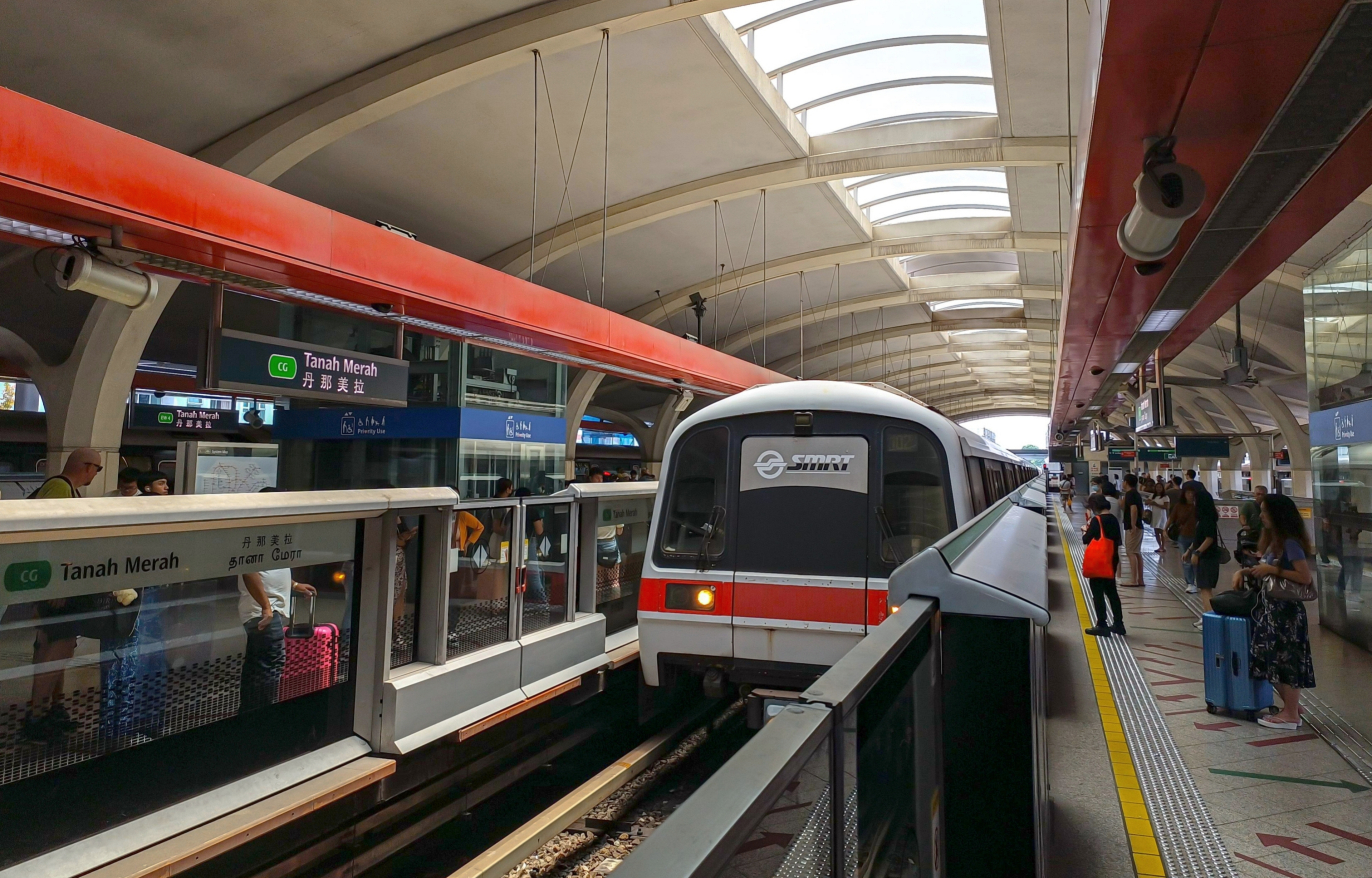
东西线樟宜机场支线并入汤东线后，丹那美拉站将成为汤东线的终站，以及东西线与汤东线的转换站

2019年5月25日，陸交局確認會將湯東線由雙溪勿洛站延長至樟宜機場第五搭客大厦。按照2020年5月发布的《2040陆路交通发展总蓝图》，汤东线还会延长到原有的樟宜机场站，届时东西线樟宜機場支線（樟宜机场站－丹那美拉站）也会划入汤东线，方便乘客来往樟宜机场和市区。预计东西线樟宜機場支線将在2025年展开改造工程，而汤东线机场延长线则计划于2030年代中期与第五搭客大厦同步启用。

## 路线及运作

### 服务
地铁服务大约从每天清晨5点30分开始，至午夜结束。汤东线列车在繁忙时段的间隔时间为5分钟，非繁忙时段则为9分钟。每天从兀兰北站开往加利谷站的首班车时间为清晨5时48分（星期日和公共假期为早上8时），从加利谷站开往兀兰北站的首班车时间则为清晨5时53分（星期日和公共假期亦为早上8时）。深夜时段部分从加利谷站开出的列车会以春叶站为终点站。

### 车站
| 通车日期                            | 项目             | 备注                                             |
| ----------------------------------- | ---------------- | ------------------------------------------------ |
| 2020年1月31日                       | 第一阶段         | 兀兰北站－兀兰南站（3个车站）                    |
| 2021年8月28日                       | 第二阶段         | 春叶站－加利谷站（6个车站）                      |
| 2022年11月13日                      | 第三阶段         | 史蒂芬站－滨海湾花园站（11个车站）               |
| 2024年6月23日                       | 第四阶段         | 丹戎禺站－碧湾站（7个车站）                      |
| 2026年                              | 第五阶段         | 勿洛南站－双溪勿洛站（2个车站）                  |
| 与建国先贤纪念园同步启用 （2028年） | 建国先贤纪念园站 | 位于滨海湾花园站和丹戎禺站之间的建国先贤纪念园站 |
| 待快乐山组屋区落成後啟用            | 快乐山站         | 位于加利谷站和史蒂芬之间的快乐山站               |
| 待滨海南发展项目落成後啟用          | 滨海南站         | 位于滨海湾站和滨海湾花园站之间的滨海南站         |
| 2030年代中期                        | 汤东线延线       | 双溪勿洛站－樟宜机场站                           |
| 2030年代中期                        | 汤东线延线       | 樟宜机场站－丹那美拉（从东西线划入汤东线）       |

圖例
|                 | 高架月台        |  | 站外换乘   |
|                 | 地下月台        |  | 巴士转换站 |
|                 | 民防防空洞      |  | 机场       |
| Does not appear | Does not appear |  | 关卡       |

| 车站编号      | 特征     | 车站名称          | 车站名称           | 车站名称             | 车站接驳／备注                    | 启用日期        |
| 车站编号      | 特征     | 中文              | 英文               | 淡米爾語             | 车站接驳／备注                    | 启用日期        |
| ------------- | -------- | ----------------- | ------------------ | -------------------- | --------------------------------- | --------------- |
| TE1           |          | 兀兰北            | Woodlands North    | உட்லண்ட்ஸ் நார்த்           | 新柔捷运                          | 2020年 1月31日  |
| TE2           |          | 兀兰              | Woodlands          | உட்லண்ட்ஸ்               | 南北线 · —— · 兀兰                | 2020年 1月31日  |
| TE3           |          | 兀兰南            | Woodlands South    | உட்லண்ட்ஸ் சவுத்           |                                   | 2020年 1月31日  |
| TE4           | 春叶     | Springleaf        | ஸ்பிரிங்லீஃவ்            |                      | 2021年 8月28日                    |                 |
| TE5           |          | 伦多              | Lentor             | லென்ட்டோர்                | 2021年 8月28日                    |                 |
| TE6           | 美华     | Mayflower         | மேஃபிளவர்             |                      | 2021年 8月28日                    |                 |
| TE7 CR13      | 光明山   | Bright Hill       | பிரைட் ஹில்             | 跨岛线               | 2021年 8月28日                    |                 |
| TE8           |          | 汤申路上段        | Upper Thomson      | அப்பர் தாம்சன்            | 2021年 8月28日                    |                 |
| TE9 CC17      |          | 加利谷            | Caldecott          | கால்டிகாட்                | 2021年 8月28日                    | 环线            |
| TE10          |          | 快乐山            | Mount Pleasant     | மவுண்ட் பிளசண்ட்           | 待附近发展项目落成后启用          | 未定            |
| TE11 DT10     |          | 史蒂芬            | Stevens            | ஸ்டீவன்ஸ்                | 滨海市区线                        | 2022年 11月13日 |
| TE12          | 纳比雅   | Napier            | நேப்பியர்              |                      |                                   | 2022年 11月13日 |
| TE13          | 乌节大道 | Orchard Boulevard | ஆர்ச்சர்ட் பொலிவார்ட்       |                      |                                   | 2022年 11月13日 |
| TE14 NS22     | 乌节     | Orchard           | ஆர்க்கர்ட்             | 南北线               |                                   | 2022年 11月13日 |
| TE15          | 大世界   | Great World       | கிரேட் வோர்ல்ட்           |                      |                                   | 2022年 11月13日 |
| TE16          | 合乐     | Havelock          | ஹவ்லாக்               |                      |                                   | 2022年 11月13日 |
| TE17 EW16 NE3 |          | 欧南园            | Outram Park        | ஊட்ரம் பார்க்             | 东西线 · 东北线 · —— · 甘榜峇鲁路 | 2022年 11月13日 |
| TE18          |          | 麦士威            | Maxwell            | மெச்ஸ்வெல்                |                                   | 2022年 11月13日 |
| TE19          | 珊顿道   | Shenton Way       | ஷென்ட்டன் வே            |                      |                                   | 2022年 11月13日 |
| TE20 NS27 CE2 |          | 滨海湾            | Marina Bay         | மரீனா பே                | 南北线 · 环线                     | 2022年 11月13日 |
| TE21          |          | 滨海南            | Marina South       | மரினா சவுத்              | 待附近发展项目落成后启用          | 未定            |
| TE22          |          | 滨海湾花园        | Gardens by the Bay | சரையோரப் பூந்தோட்டங்கள்       |                                   | 2022年 11月13日 |
| TE22A         |          | 建国先贤纪念园    | Founders' Memorial | தேச நிறுவனர்கள் நினைவிட நிலையம் | 与建国先贤纪念园同步启用          | 2027年          |
| TE23          |          | 丹戎禺            | Tanjong Rhu        | தஞ்சோங் ரூ               |                                   | 2024年 6月23日  |
| TE24          |          | 加东公园          | Katong Park        | காத்தோங் பார்க்             |                                   | 2024年 6月23日  |
| TE25          | 丹戎加东 | Tanjong Katong    | தஞ்சோங் கடோங்           |                      |                                   | 2024年 6月23日  |
| TE26          |          | 马林百列          | Marine Parade      | மரீன் பரேட்              |                                   | 2024年 6月23日  |
| TE27          | 马林台   | Marine Terrace    | மரீன் டெரஸ்            |                      |                                   | 2024年 6月23日  |
| TE28          | 实乞纳   | Siglap            | சிக்லாப்               |                      |                                   | 2024年 6月23日  |
| TE29          | 碧湾     | Bayshore          | பேஷோர்                |                      |                                   | 2024年 6月23日  |
| 第五阶段      |          |                   |                    |                      |                                   |                 |
| TE30          |          | 勿洛南            | Bedok South        | பிடோக் சவுத்              | 勿洛南                            | 2026年          |
| TE31 DT37     | 双溪勿洛 | Sungei Bedok      | சங்கை பிடோக்            | 滨海市区线           |                                   | 2026年          |
| 未来发展      |          |                   |                    |                      |                                   |                 |
| TE? CR?       | 待公布   | 待公布            | 待公布             | 待公布               | 跨岛线 · 樟宜机场T5               | 2030年代 中期   |
| TE?           |          | 樟宜机场          | Changi Airport     | சாங்கி விமானநிலையம்          | 樟宜机场T1－T4 · 樟宜机场         | 2002年 2月8日   |
| TE? DT35      |          | 博览              | Expo               | எக்ஸ்போ                 | 滨海市区线                        | 2001年 1月10日  |
| TE? EW4       |          | 丹那美拉          | Tanah Merah        | தானா மேரா                | 东西线                            | 2001年 1月10日  |

## 技术细节

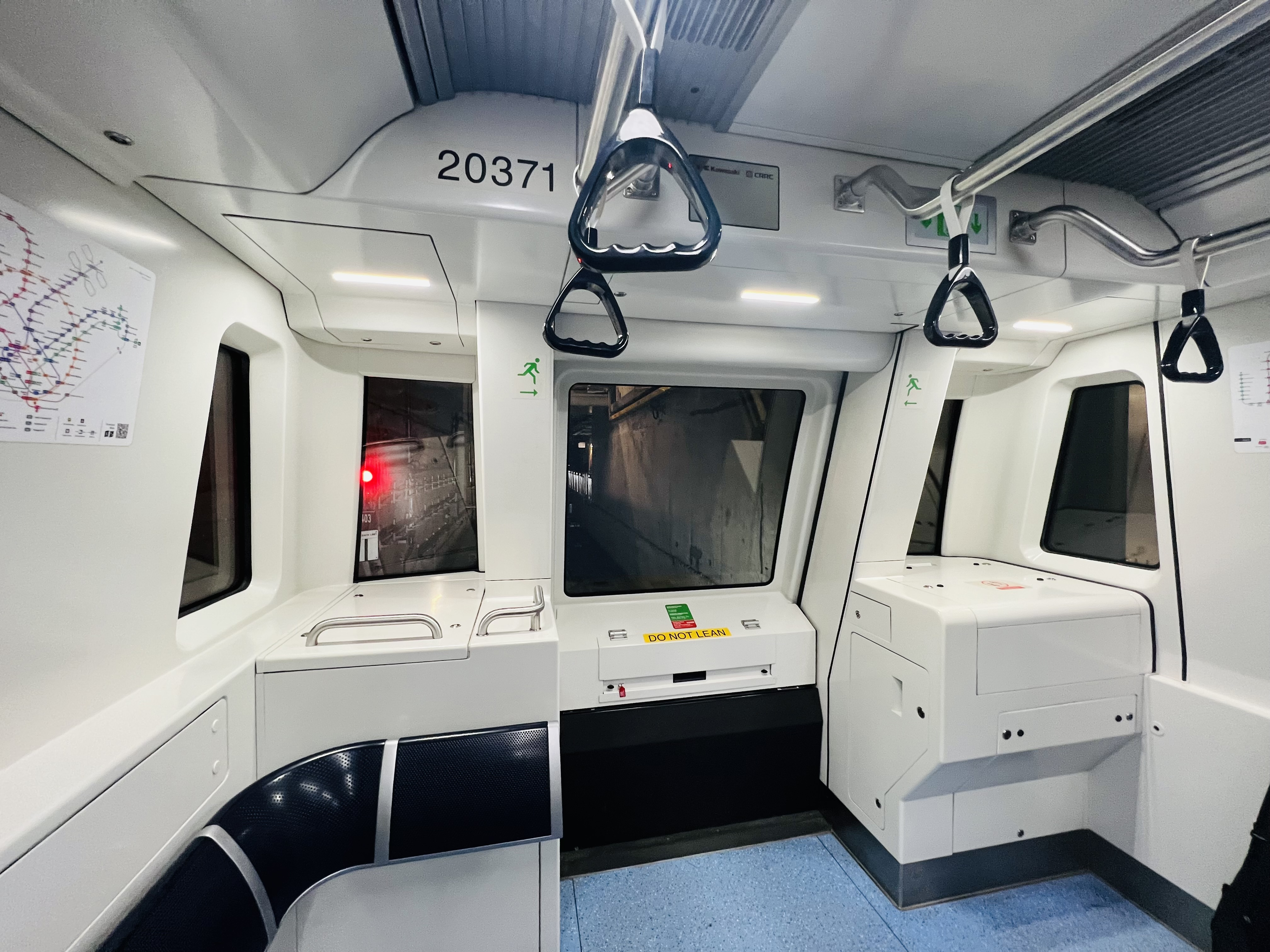
汤申—东海岸线采用列车自动运行装置，自动化程度达GoA 4级，列车不需要车长驾驶

### 列车控制系统
汤申－东海岸线采用的阿尔斯通Urbalis 400信号系统是一套无线通讯列车信号控制系统，配备列車自動運行裝置（ATO），可达成移動閉塞，自动化程度可达GoA4級（无人看守运行）。信号系统的子系统还包括管控车速的列车自动保护系统（ATP），负责追踪列车、编制和调整运行计划的Iconis列车自动监控系统（ATS），以及防止信号机发出错误信号、转辙器错误转向的计算机联锁系统。
阿尔斯通也为汤申－东海岸线车站提供月台幕門。

### 使用车辆
汤申－东海岸线第一代列车为川崎重工-南车四方CT251型电力动车组，是全自动无人驾驶列车，由日本川崎重工業和中华人民共和国南车青岛四方机车车辆组成的财团在山东省青岛市建造。本款列车由四节车厢组成，每节车厢设有五对车门，令上下车速度更快，过程更流畅，为新加坡首见。全部91辆列车均配属萬禮車廠和未来的东海岸综合车厂（与东西线、滨海市区线共用），其中万礼车厂也设有汤东线的列车运作控制中心和列车维修设施。

## 备注
1. ↑  直至樟宜機場支線併入湯申－東海岸線為止
2. ↑  春葉站－加利谷站
3. ↑  加利谷站－滨海湾花园站
4. ↑  滨海湾花园站－碧湾站
5. ↑  勿洛南站和双溪勿洛站